# 459 př. n. l.

## Úmrtí
- Themistoklés, athénský politik

## Hlava státu
- Perská říše – Artaxerxés I. (465 – 424 př. n. l.)
- Egypt – Artaxerxés I. (465 – 424 př. n. l.)
- Sparta – Pleistarchos (480 – 458 př. n. l.) a Archidámos II. (469 – 427 př. n. l.)
- Athény – Phrasicles (460 – 459 př. n. l.) » Philocles (459 – 458 př. n. l.)
- Makedonie – Alexandr I. (498 – 454 př. n. l.)
- Epirus – Admetus (470 – 430 př. n. l.)
- Odryská Thrácie – Teres I. (460 – 445 př. n. l.)
- Římská republika – konzulé Quintus Fabius Vibulanus a L. Cornelius Maluginensis Uritinus (459 př. n. l.)
- Kartágo – Hanno II. (480 – 440 př. n. l.)